# ساموئل ام. شورتریج
ساموئل ام. شورتریج (Samuel M. Shortridge) سناتور سابق عضو جمهوری‌خواه بود. وی در سال ۱۹۲۱ تا ۱۹۳۳ میلادی سناتور ایالت کالیفرنیا در سنای ایالات متحده آمریکا بود.